# La Barge (Wyoming)
La Barge város az USA Wyoming államában, Lincoln megyében. Lakosainak száma 394 fő (2020. április 1.).

## Népesség
A település népességének változása:

| 2010 | 551 |
| 2020 | 394 |